# Blaupunkt
Blaupunkt – byłe niemieckie przedsiębiorstwo z siedzibą w Hildesheim produkujące sprzęt elektroniczny, było też jednym z największych producentów akcesoriów do samochodów na świecie.

## Historia
Przedsiębiorstwo zostało założone w 1923 roku w Berlinie pod nazwą Ideal, którą w roku 1938 zmieniono na obecną.
W roku 1944 przedsiębiorstwo korzystało z pracy więźniów hitlerowskich obozów m.in. w Gross-Rosen. Przy lutowaniu obudów radioodbiorników, numerowaniu ich matryc oraz nawijaniu kondensatorów pracowało przymusowo od 30 do 200 więźniów. Kierownikiem był niemiecki więzień polityczny, inż. Kramer. Tuż przed ewakuacją obozu maszyny i narzędzia firmy wywieziono do III Rzeszy.
Po II wojnie światowej, Blaupunkt przeniosła swoją siedzibę i produkcję do miasta Hildesheim. 
Przedsiębiorstwo ogłosiło upadłość w 2011 roku, a w 2016 roku zakończyło proces likwidacji. Logo marki jest licencjonowane dla firm. 

## Produkowane urządzenia
- radia samochodowe,
- nawigacje satelitarne,
- wzmacniacze,
- zestawy głośnikowe,
- anteny,
- akcesoria.
- LCD,
- LED,
- telewizory,
- telefony komórkowe.